# Jamy (województwo pomorskie)
Jamy – osada kaszubska w Polsce położona w województwie pomorskim, w powiecie lęborskim, w gminie Nowa Wieś Lęborska.
W latach 1975–1998 miejscowość administracyjnie należała do województwa słupskiego.